# Saint-Bohaire
Saint-Bohaire è un comune francese di 454 abitanti situato nel dipartimento del Loir-et-Cher nella regione del Centro-Valle della Loira.

## Società

### Evoluzione demografica
Abitanti censiti